# Orthotrichia gracilis
Orthotrichia gracilis är en nattsländeart som beskrevs av Wells 1979. Orthotrichia gracilis ingår i släktet Orthotrichia och familjen smånattsländor. Inga underarter finns listade i Catalogue of Life.